# رقص عرضه
رقص عَرضَه (به عربی: العرضة، لاتین‌نویسی الا-ال‌سی: al-‘arḍah‎) نوعی رقص گروهی فولکور در اکثر کشورهای واقع در شورای همکاری خلیج فارس است. در این رقص دو ردیف از مردان در مقابل یکدیگر می‌ایستند و ممکن است شمشیر یا نیزه نیز داشته‌باشند و هماهنگ با صدای طبل و غزل‌خوانی به اجرای رقص می‌پردازند.
در ابتدا مردان قبایل منطقهٔ نجد پیش از عزیمت به میدان نبرد، این نوع رقص را اجرا می‌کردند، اما امروزه در مراسم شادی، مردان همهٔ قبایل شبه جزیرهٔ عربستان این رقص را اجرا می‌کنند. این رقص انواع مختلفی دارد. رقص عرضه در سال ۲۰۱۵ در فهرست میراث ناملموس یونسکو با نام الارده النجدیه ثبت شد.

## وجه تسمیه
نام رقص عرضه از واژهٔ عربی «عرض» به معنای «نمایش دادن»، «به نمایش گذاشتن» گرفته شده‌است، هدف از اجرای این رقص در گذشته، نمایش قدرت نظامی و قدرت فیزیکی مردان جنگی بوده‌است.

## اشکال رقص عرضه
رقص عرضه به اشکال مختلفی اجرا می‌شود، تنوع این رقص در مناطق نجران، عسیر و جیزان بیشتر به چشم می‌خورد
عرضهٔ نجدی یکی از انواع رقص عرضه و متداول‌ترین شکل آن در عربستان سعودی است. این رقص امروزه با نام عرضهٔ سعودی نیز شناخته می‌شود.